# Kongenitale dermale Melanozytose

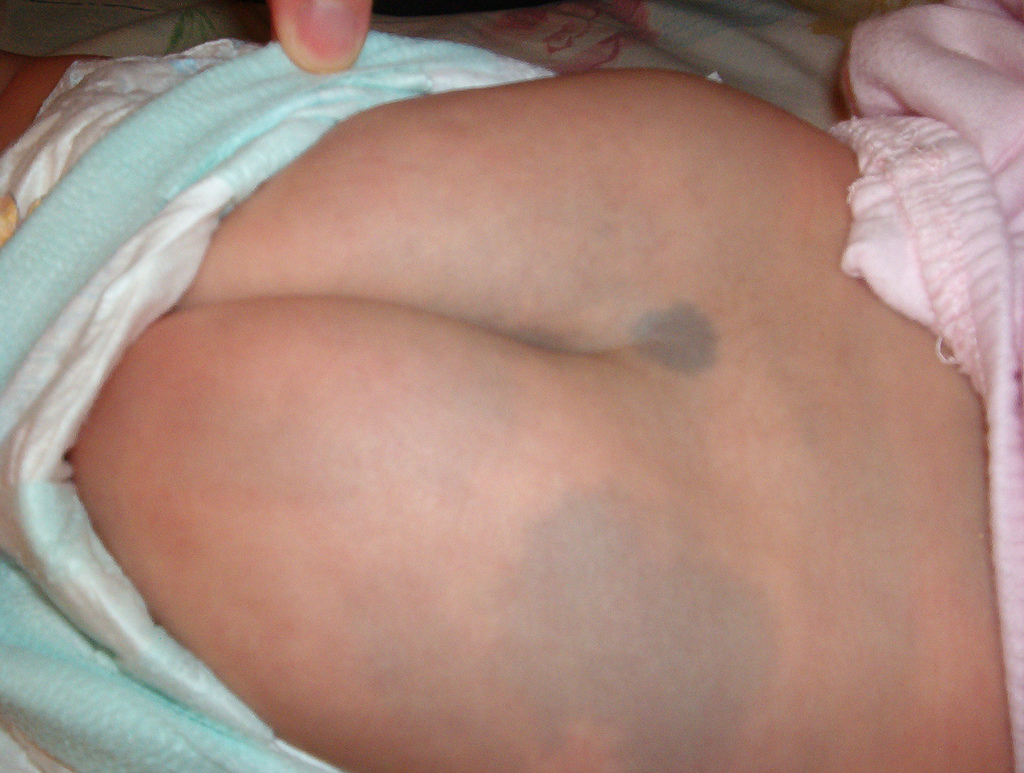
Sakralfleck oder kongenitale dermalen Melanozytose

Die Kongenitale dermale Melanozytose, auch Sakralfleck, Steißfleck, früher meist „Mongolenfleck“, auch „Hunnenfleck“ oder „Asiatenfleck“ (veraltete, da rassistische Bezeichnungen), ist ein fleckförmiges bläuliches Muttermal meist am Rücken, Gesäß oder über dem Kreuzbein eines Kindes. Er wird manchmal irrtümlich als Hauterkrankung angesehen.
Es handelt sich um eine gutartige Ansammlung von Pigmentzellen in der Lederhaut, die wie der Naevus Ota und der Naevus Ito zur Gruppe der dermalen Melanozytosen gezählt wird.

## Epidemiologie
99 % der Kinder von Chinesen, Japanern, Koreanern, Vietnamesen, Mongolen, Turkvölkern, Indochinesen, den indigenen Völkern Sibiriens und Nord- oder Südamerikas haben bei der Geburt eine kongenitale dermale Melanozytose. Das Mal findet sich jedoch fast ebenso häufig bei Menschen aus Vorderasien. Die Häufigkeit reicht in Asien von 95 bis 100 %, in Ostafrika von 90 bis 95 %. Seltener kommt er auch bei Europäern aus dem ostmediterranen Raum vor. In einer 2013 in Ungarn veröffentlichten Studie wurden insgesamt 2289 Neugeborene einem Ganzkörper-Screening der Haut unterzogen. Bei 63 % der Neugeborenen wurde mindestens eine Hautmanifestation festgestellt. Die am häufigsten beobachteten pigmentierten Läsionen waren kongenitale melanozytäre Nävi und die kongenitale dermale Melanozytose.
Die Inzidenz des Sakralflecks hängt stark von der generellen Pigmentierung der Haut ab.

## Ursache
Während der Embryonalentwicklung bleiben Melanoblasten (Vorläufer der Pigmentzellen) auf ihrem Weg vom Neuralrohr (Vorläuferstruktur des Rückenmarks) zur Epidermis (Oberhaut) in der tiefen Dermis (Lederhaut) liegen und verursachen dadurch bläulich erscheinende Pigmentflecken.

## Klinik
Bereits bei der Geburt oder kurz danach zeigen sich einzelne oder gruppierte, bis ca. zehn cm große graublaue, unregelmäßig begrenzte Flecken, typischerweise am unteren Rücken über dem Kreuzbein, seltener auch an der Rückseite der Oberschenkel bzw. Beine, am oberen Rücken, den Schultern, im Gesicht oder an den Extremitäten.
Die kongenitale dermale Melanozytose verblasst im Laufe der Kindheit und verschwindet meistens spätestens im Laufe der Pubertät. Insbesondere in untypischen Lokalisationen kann er selten jedoch auch bis in das Erwachsenenalter bestehen bleiben.
In Kombination mit den Pigmentflecken können bei betroffenen Patienten weitere Erkrankungen vorliegen, darunter Stoffwechselerkrankungen wie das Hurler-Syndrom oder Fehlbildungen der Blutgefäße der Haut wie der Naevus flammeus (dann als Phakomatosis pigmentovascularis bezeichnet).

## Diagnostik
Bei klinisch unklarem Bild kann aus dem Pigmentfleck gegebenenfalls eine Gewebeprobe für die lichtmikroskopische Untersuchung entnommen werden.

## Pathologie
In der lichtmikroskopischen Untersuchung zeigt sich in den tiefen Anteilen der Dermis und eventuell mit Ausdehnung bis in die Subkutis (Unterhaut) eine lockere Ansammlung parallel zur Epidermis gelagerter spindelförmiger Melanozyten (Pigmentzellen). Dazwischen können auch einige Melanophagen (pigmentspeichernde Fresszellen aus der Gruppe der weißen Blutkörperchen) zu sehen sein.
Die Läsion kann histologisch sehr unscheinbar sein und dann gegebenenfalls mit speziellen Färbemethoden, z. B. Fontana-Masson oder Melan-A, hervorgehoben werden.

## Differentialdiagnose
- Hämatome (Blutergüsse): sie verändern im Laufe der Zeit die Farbe und lassen sich im Gewebeschnitt aufgrund des im Blut enthaltenen Eisens mit der Eisenfärbung anfärben
- Arzneimittelbedingte Pigmentierung der Haut: sie wird z. B. durch das Antiarrhythmikum Amiodaron oder das Antibiotikum Minocyclin ausgelöst. Je nach auslösendem Medikament finden sich spezifische Veränderungen, häufig zeigen sich die Verfärbungen jedoch in Körperregionen, die dem Sonnenlicht ausgesetzt sind. Auch histologisch variiert das Bild je nach Auslöser, Melanozyten aus Auslöser der Verfärbungen sind im Gewebeschnitt jedoch nicht nachweisbar[13][14].

## Behandlung
Da die Läsionen für gewöhnlich spätestens mit der Pubertät verschwinden, ist zumeist keine Therapie erforderlich.

## Prognose
Die kongenitale dermale Melanozytose ist eine gutartige Läsion, Fälle einer Entartung wurden bislang nicht berichtet.

## Geschichte
Entdeckt und als sog. "Mongolenfleck"(rassistisch, veraltet) benannt wurde das Merkmal von dem deutschen Anthropologen Erwin Bälz Ende des 19. Jahrhunderts. Von französischen Forschern wurde es im 20. Jahrhundert als Indiz für die Ausbreitung der Hunnen gesehen. Die kongenitale dermale Melanozytose kommt jedoch auch in Amerika vor. Nach Ansicht des französischen Anthropologen Robert Gessain soll der Fleck hingegen ursprünglich bei den Inuit aufgetreten sein.

## Kulturelle Aspekte
Die Bezeichnungen „Mongolen-“, „Hunnen-“ und „Asiatenfleck“ sind angesichts des Auftretens dieser Veränderung bei verschiedenen Bevölkerungsgruppen nicht korrekt und werden heute als Fortschreibung veralteter Rassentheorien abgelehnt.